# Manganhumita
La manganhumita és un mineral de la classe dels silicats, que pertany i dona nom al grup de la manganhumita. Rep el seu nom pel seu contingut en manganès i la seva relació amb la humita.

## Característiques
La manganhumita és un silicat de fórmula química Mn2+
7(SiO₄)₃(OH)₂. Va ser aprovada com a espècie vàlida per l'Associació Mineralògica Internacional l'any 1969. Cristal·litza en el sistema ortoròmbic. La seva duresa a l'escala de Mohs és 4.
Segons la classificació de Nickel-Strunz, la manganhumita pertany a «9.AF - Nesosilicats amb anions addicionals; cations en [4], [5] i/o només coordinació [6]» juntament amb els següents minerals: sil·limanita, andalucita, kanonaïta, cianita, mullita, krieselita, boromullita, yoderita, magnesiostaurolita, estaurolita, zincostaurolita, topazi, norbergita, al·leghanyita, condrodita, reinhardbraunsita, kumtyubeïta, hidroxilcondrodita, humita, clinohumita, sonolita, hidroxilclinohumita, leucofenicita, ribbeïta, jerrygibbsita, franciscanita, örebroïta, welinita, el·lenbergerita, sismondita, magnesiocloritoide, ottrelita, poldervaartita i olmiïta.

## Formació i jaciments
Va ser descoberta a la mina Brattfors, a Nordmarksberg, al municipi de Filipstad del comtat de Värmland, Suècia. També ha estat descrita en altres indrets propers a la seva localitat tipus, així com en diverses mines i dipòsits de la Xina, el Japó, Romania i dels estats nord-americans de Califòrnia, Nova Jersey, Carolina del Nord i Virgínia.